# Estadio General Eduardo Torreani Viera
El Estadio General Eduardo Torreani Viera (también llamado Estadio del R.I. 3 Corrales o Estadio El Cuartel) es un estadio de fútbol de Paraguay ubicado en el Barrio Santa Ana de Ciudad del Este. Cuenta con una capacidad para unas 3000 personas y es propiedad del Club Social y Deportivo R.I. 3 Corrales, que hace de anfitrión en el mismo.
En este escenario se llevan a cabo generalmente encuentros de la Liga Deportiva Paranaense (equivalente a la cuarta división) y de la Primera División B Nacional (equivalente a la tercera división).

## Origen del nombre
El estadio recibe su nombre en honor al General Eduardo Torreani Viera (1896 - 1964), un destacado militar y táctico paraguayo que dirigió al valiente Regimiento de Infantería Nº3 "Corrales" durante la guerra del Chaco, el cual tuvo una destacada actuación en varias batallas importantes como Boquerón, Fortín Arce, Fortín Yujra, Kilómetro 7, Fernández I y II, El Carmen, entre otras. Torreani al comienzo de la guerra en 1932 tenía el rango de mayor y para el final de ella en 1935 ya era coronel. En la posguerra fue ascendido a general de brigada. También fue Ministro del Interior durante el gobierno de Higinio Morínigo.
También es conocido popularmente como el Estadio del R.I.3 Corrales o "El Cuartel" por el nombre del club y su origen que proviene de un contexto militar.

## Historia
En las temporadas 2012, 2013 y 2014 el Paranaense Fútbol Club lo utilizó para sus encuentros de la División Intermedia.
En la temporada 2018 el estadio fue habilitado en la séptima fecha para ser usado por el club R.I. 3 Corrales en la División Intermedia de la Asociación Paraguaya de Fútbol.